# In camera caritatis
In camera caritatis è una locuzione latina, dal significato letterale di nella camera di carità, con significato traslato di in un posto dove nessuno possa sentire.
Il detto è di origine medievale: la camera identifica il luogo di esercizio del potere, e la caritas, da intendersi in senso cristiano, rimanda a un atteggiamento di amore verso il prossimo e quindi antitetico all'intransigenza tipica della legge. Per questo motivo il detto è spesso usato in relazione a un rimprovero che vuole essere esposto solo all'interessato.
L'espressione viene anche usata quando si vuole confidare qualcosa che non deve però diventare di dominio pubblico; se una persona afferma: "in camera caritatis, questo l'ho fatto io", significa che effettivamente ha fatto quella cosa, ma che non intende renderlo pubblico.